# Maasbruggen (Rotterdam)
Met de naam Maasbruggen worden de spoor- en verkeersbruggen over de Nieuwe Maas en de Koningshaven in de Nederlandse stad Rotterdam aangeduid:
- de eerste Willemsbrug
- de voormalige Willemsspoorbrug
- de Koninginnebrug
- de Koningshavenbrug, beter bekend als De Hef

Deze bruggen zijn gelegen nabij Kmr 1000.